# 筒浦明
筒浦 明（つつうら あきら、1917年5月14日 – 1993年1月28日）は、日本の地理学者・教育者。北海学園大学名誉教授。東京都赤坂出身

## 経歴
1942年明治大学大学専門部卒。東京帝国大学理学部地理学教室助手（指導教授：多田文男）（～1944年）。1947年北海道帝国大学理学部卒。北海道立札幌第二高等学校社会科教諭。1950年北海道札幌南高等学校社会科教諭。1953年北海道大学文学部助手。1958年北海学園大学経済学部専任講師。1963年同助教授。1965年同教養部教授。1969年北海学園大学開発研究所長。1972年同教養部長。1980年北海道開発協会会長。1990年北海学園大学定年退職。同名誉教授。引き続き経済学部客員教授。

## 受賞歴
- 日本地誌学会より論文賞受賞（1942年）
- 北海道地理教育研究会より教育賞（1974年）